# IFK Nässjö
IFK Nässjö är en idrottsförening i Nässjö i Sverige, bildad 1924 och nedlagd första gången 1968. Ett herrlag i bandy spelade tidigare som högst i Sveriges andradivision, och kvalspelade 1944 till Division I.
Klubben nystartades 2004 med ett damlag i bandy, då man tog över damlagsverksamheten i bandy från Nässjö IF. Detta lag har spelat i Sveriges högsta division sedan säsongen 2004/2005, och spelade säsongen 2007/2008 SM-final mot AIK, där man förlorade med 0-3. Säsongen 2008/2009 blev man dock svenska mästare genom att finalslå AIK med 2-1, för att säsongen 2009/2010 förlora finalen med 3-5 mot AIK.
U-17-flickorna vann SM-guld i bandy säsongerna 2004/2005 och 2005/2006.
Centralstyrelsen för IFK utsåg den 18 augusti 2007 IFK Nässjö till "årets IFK-förening 2006".
IFK Nässjös matchdräkt är vinröd tröja med svarta detaljer och svarta byxor och strumpor. Målvakten är klädd i helsvart.
Bortastället går i IFK-loggans färger med vit/blå tröja och strumpor samt svarta byxor. Till bortastället ingår en guldgul målvaktströja.
IFK Nässjös supporterklubb heter Rosabollen och bildades sommaren 2009. Detta efter att ett par killar som ändå alltid gick på alla matcher lika väl kunde ta tag i supportandet på allvar. De har sedan dess startat upp försäljning av halsdukar och mössor. 
Den 23 augusti 2011 meddelades att laget drar sig ur Allsvenskan.
Damverksamheten togs sedan upp under herrföreningen Nässjö IF:s flagg under 2012 och fortsatte där fram till och med våren 2015. Då meddelade Nässjö IF att de inte längre hade råd att satsa på damverksamhet och damlaget lades ned. Hade det inte varit för eldsjälar inom dambandyn i Nässjö så hade sporten inte varit tillgänglig för unga tjejer och kvinnor i staden, men efter hårt arbete och mycket vilja så gjorde föreningen comeback under World Cup Women i Edsbyn 9-11 oktober 2015. Säsongen 2015/16 kommer föreningen att husera i damernas elitserie. 